# Verso Paper
Verso Corp (anciennement Vesro Paper) est une entreprise américaine de fabrication de papier, basée à Memphis au Tennessee. Elle est créée à la suite de la vente des activités papiers glacés de International Paper en 2006 à Apollo Global Management.

## Histoire
En 2006, Apollo Global Management achète la filiale de fabrication de papier d'International Paper pour 1,4 milliard d'USD et la rebaptise Verso Paper,.
En janvier 2014, Verso Paper annonce l'acquisition de NewPage pour 900 millions de dollars dont 250 millions en liquide, en plus d'une reprise de dette de 500 millions de dollars,.